# Ујхарћан
Ујхарћан (мађ. Újhartyán) је насеље у централној Мађарској. Ујхарчан је веће насеље у оквиру пештанске жупаније.

## Географија

### Локација
Налази се североисточно од Дабаша, у близини аутопута М5. Најближа насеља: Какуч на северозападу и Ујленђел на североистоку. Удаљеност до центра Будимпеште путем је 43 километра. Ујхарћан се налази на северној ивици пешчаног гребена Кишкуншаг. Њена територија се смењује са обележјима карактеристичним за пешчани гребен између Дунава и Тисе и Пештанске равнице.

## Историја
Пре миленијума, повољне услове за насељавање људског живота стварале су пешчани спрудови влажнијег пејзажа региона у близини воде. Према налазима раштрканих керамичких фрагмената пронађених на граници насеља, овде су се први населили људи средње бронзанодобне културе Ваћа. У Ујленгђел Ваћапусти која припада Ујхарћану, почетком 1900-их откопана су гробља са урнама људи који су овде некада живели, а остаци њихових слојевитих стамбених насеља откривени су на какучком брду Бала, неколико километара северно од село.
Античко археолошко наслеђе насеља налази се западно од насељеног села. Формира га келтска пловила пронађена 1,1 km даље, око пута за Дабаш. Око 1970-их, остаци сарматских гробова и насеља откопани су на овом делу границе, а потом и око рудника песка Канторфелдек. Из села потиче и гроб германског ратника за којег се претпоставља да је сахрањен око 333. године са својим коњем и богатим оружним прибором, које се обично сврстава у археолошку заоставштину Вандала.
1995. године, током изградње наплатне капије на аутопуту, налазе су ископали стручњаци музеја Нађкереш, припада остацимао мађарског села из 10−13. века које је можда било у југоисточном делу данашњег насељеног подручја. Ово село је вероватно уништено током најезде Татара, али више података о њему није сачувано.
Подручје Ујхарћана је значајно смањено 1946. године, пошто су на његовој територији настала два нова села: Хернад и Ујленђел. (У почетку су њихова привремена имена била Алшохернад и Ленђелфалва.)
Деведесетих година 20. века село је остварило значајан привредни раст захваљујући близини аутопута. Уочава се и оживљавање немачке народне културе и католичке религије.
На препоруку министра државне управе и правде, градско звање је добио 15. јула 2013. године.

## Становништво
Током пописа 2011. 93,3% становника изјаснило се као Мађари, 40,1% Немци, 0,4% Румуни, 0,5% Словаци (6,6% се није изјаснило). 
Верска дистрибуција је била следећа: римокатолици 72,4%, реформисани 4,1%, лутерани 0,5%, гркокатолици 0,4%, неденоминациони 6,6% (14,6% се није изјаснило).